# إليزابيث لويزا فوستر ماثر
إليزابيث لويزا فوستر ماثر (بالإنجليزية: Elizabeth Louisa Foster Mather)‏ هي كاتِبة أمريكية، ولدت في 7 يناير 1815 في إيست هادام في الولايات المتحدة، وتوفيت في 5 فبراير 1882.